# Alex Austin
Alex Austin (ur. 22 kwietnia 1967 w Gridley) – amerykański koszykarz, występujący na pozycji skrzydłowego, po zakończeniu kariery zawodniczej trener koszykarski.
Na uczelni Arizona State występował przez jeden sezon (1989/90) wspólnie ze swoim młodszym bratem Isaaciem Austinem, późniejszym graczem NBA. Już jako zawodowcy reprezentowali wspólnie zespół Oklahoma City Cavalry w lidze CBA podczas rozgrywek 1993/94. W latach 2001–2004 grał w Polskiej Lidze Koszykówki w drużynie Noteć Inowrocław, dwukrotnie wygrywając klasyfikację na najlepszego strzelca sezonu zasadniczego.
W sezonie 2001/02 zaliczył jedno z nielicznych w PLK triple-double podczas konfrontacji z zespołem Pogoni Ruda Śląska, uzyskując 18 punktów, 11 zbiórek i 12 asyst. 21 grudnia 2001 roku zanotował 50 punktów w spotkaniu z Anwilem Włocławek. Wynik ten jest drugim w historii Polskiej Ligi Koszykówki od jej inauguracyjnego sezonu 1997/98. W 2002 roku jeszcze dwukrotnie przekraczał granicę ponad 45 zdobytych punktów. 21 lutego zanotował w Warszawie 47 punktów, a 14 kwietnia 49 podczas konfrontacji z Tarnowem.
Od 18 listopada 2002 do 18 lutego 2003 odbywał karę zawieszenia przez klub z Inowrocławia za wykrycie w jego organizmie podwyższonego stężenia efedryny, po spotkaniu z zespołem Czarnych Słupsk.

## Osiągnięcia
Indywidualne
- Najlepszy debiutant z zagranicy PLK (2002 według Gazety)[4]
- Uczestnik meczu gwiazd:
  - PLK (2003)[5]
  - Polska – Gwiazdy PLK (2004)[6]
- 2-krotny lider strzelców PLK (2002, 2003)[7][8]
- MVP PLK 2002 według sport.pl[9]
- Najbardziej szalony strzelec PLK według sport.pl (2002–2004)[10]